# Eumorpha drucei
Espèce
Eumorpha drucei est une espèce d'insectes lépidoptères de la famille des Sphingidae, sous-famille des Macroglossinae, de la tribu des Philampelini et du genre Eumorpha.

## Description
La longueur des ailes antérieures est d'environ 40 mm. La partie supérieure du corps est semblable à Eumorpha analis, mais la couleur de fond tend plus vers le vert olive. Il y a une ligne dorsale pâle plus étroite sur l'abdomen, ainsi que des taches plus grandes et plus sombres. La marge interne de la partie supérieure de l'aile postérieure est rose avec une tache discale noire.

## Distribution
L'espèce se rencontre en Équateur.

## Biologie
- Les chenilles se développent sur des plantes grimpantes du genre Vitis
- Les chrysalides sont souterraines.

## Systématique
- L'espèce Eumorpha  drucei a été décrite par les entomologistes britanniques Lionel Walter Rothschild et Heinrich Ernst Karl Jordan, en 1903, sous le nom initial de Pholus drucei[1].

### Synonymie
- Pholus drucei Rothschild & Jordan, 1903 Protonyme.